# M29 (Mörser)
Der mittlere Mörser M29 im Kaliber 81 mm war ein amerikanisches Vorderlader-Steilfeuergeschütz mit Glattrohr zur indirekten Feuerunterstützung für leichte Infanterie-, Luftangriffs- und Luftlandeeinheiten auf der Ebene eines Bataillons.

## Geschichte
Der M29-Mörser wurde 1952 in die US Army eingeführt und ersetzte den vorherigen 81-mm-Mörser M1, da er leichter und die Reichweite größer war. Varianten waren der M29E1 und der M29A1 aus dem Jahr 1964, die mit verchromten Rohren verlängerte Standzeiten und einfachere Reinigung ermöglichten.
Der M29 wurde 1987 durch den M252-Mörser in der US Army ersetzt.

## Bedienung
Der M29-Mörser benötigt eine fünf Mann starke Bedienmannschaft mit Truppführer,  Richtschütze, Ladeschütze, ersten und zweiten Munitionsschützen. Die maximale Kampfentfernung beträgt 4.700 m.